# Yampa River
Der Yampa River ist ein 402 Kilometer langer Nebenfluss des Green River im US-Bundesstaat Colorado und gehört zum Flusssystem des Colorado Rivers.

## Verlauf
Der Yampa River entspringt im Nordwesten Colorados im Routt National Forest im Südosten des Garfield County und fließt dann nordöstlich. Bei Steambot Springs macht er eine Drehung und fließt nun nach Westen. Nahe dem Dorf Milner mündet der Elk River in den Yampa River. Danach fließt er durch die Williams Fork Mountains. Bei Craig mündet der Little Snake River nach 241 Kilometern in den Fluss. Innerhalb des Dinosaur National Monument mündet der Yampa River in den Green River.

## Galerie

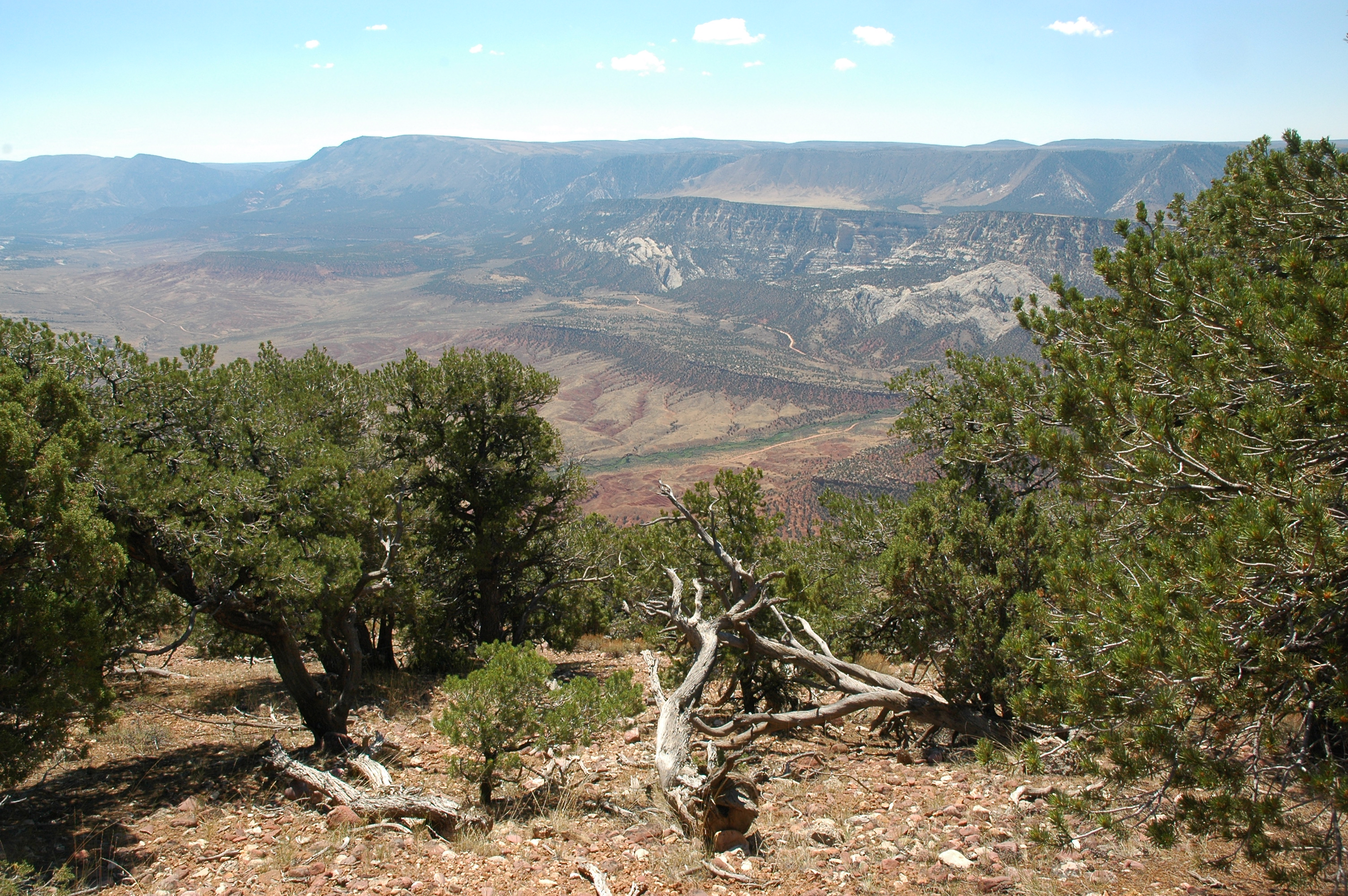
Der Fluss von oben
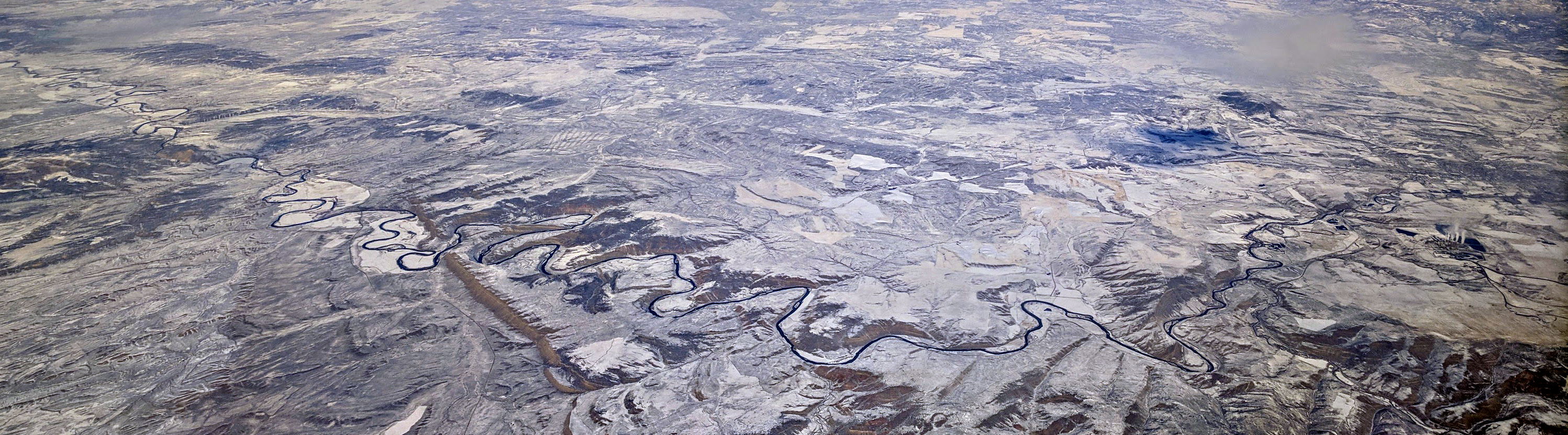
Panoramasicht auf den Fluss, es liegt Schnee
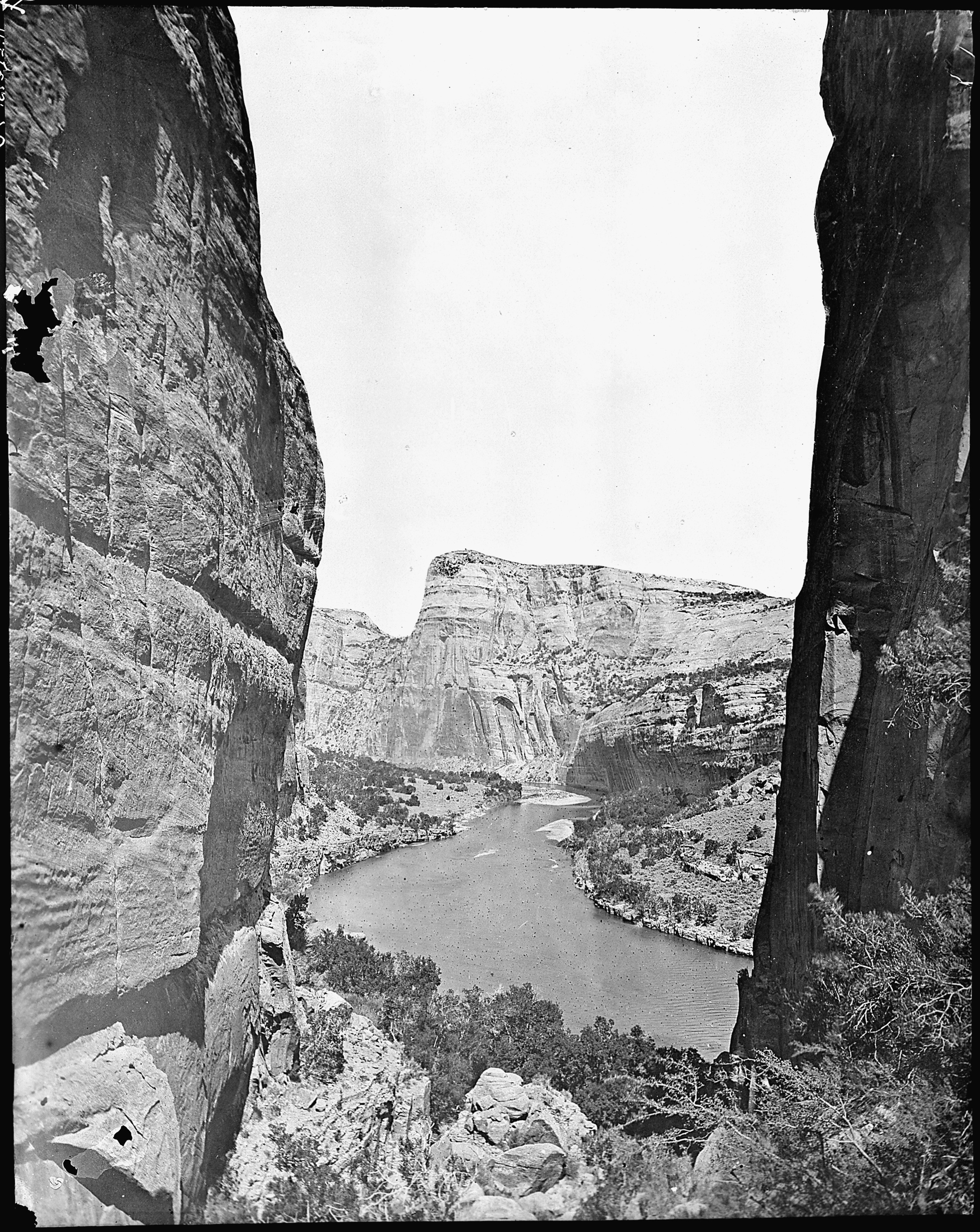
Foto des Flusses zwischen 1871 - 1878